# Zay Flowers
Xavien Kevonn Flowers (Fort Lauderdale, Florida; 11 de septiembre de 2000) más conocido como Zay Flowers, es un jugador profesional estadounidense de fútbol americano, se desempeña en la posición de wide receiver en Baltimore Ravens, en la National Football League (NFL).

## Carrera
Hizo su debut profesional con el equipo Baltimore Ravens, lleva jugando una temporada, comenzó en el 2023.